# جوزف مولر-بروکمان
جوزف مولر بروکمان (به آلمانی: Josef Müller-Brockmann) طراح گرافیک سوئیسی بود.

## زندگی‌نامه
مولر بروکمان در سال ۱۹۱۴ در راپرزویل، سوئیس زاده شد. از سال ۱۹۳۰ به عنوان طراح گرافیک (ارتباط تصویری) در زوریخ آغاز به کار کرد. وی در پی یک بیان گرافیکی مطلق و جهان‌شمول بود که از طریق ارائه‌ای عینی و غیر شخصی بدون واسطه احساسات شخصی طراح با مخاطب ارتباط برقرار کند.
برای داشتن معیاری از درجه موفقیت او می‌توانیم به قدرت و تأثیر تصویری کارهای او مراجعه کنیم. طراحی‌های مولر-بروکمان در دهه پنجاه میلادی امروز هم همان اندازه به روز و زنده هستند که نیم قرن پیش از این بوده‌اند و پیام خود را با همان شدت و وضوح بیان می‌کنند.
پوسترهای مبتنی بر عکاسی او با تصاویر همچون نمادهای عینی رفتار می‌کند چنان‌که تصاویر خنثی از طریق مقیاس و زاویه دوربین تأثیرگذار می‌شوند. در پوسترهای کنسرت مشهورش زبان ساخته‌باور او یک همتای تصویری برای موسیقی موضوع پوستر خلق می‌کند. از برجسته‌ترین تالیفات او کتابی به نام «سامانه‌های توری در طرح‌های نگارین» (سیستم‌های گرید در گرافیک) در سال ۱۹۸۱ است.
وی عضو اتحادیه بین‌المللی طراحان گرافیک و استاد آموزشگاه هنری زوریخ بود و گاهنامه هنر گرافیک نو را در ۱۹۵۸ با همکاری چند طراح دیگر راه‌اندازی کرد.
مولر-بروکمان در ۱۹۹۶ درگذشت.